# Marciac
Marciac is een gemeente in het Franse departement Gers (regio Occitanië). De plaats maakt deel uit van het arrondissement Mirande. Marciac telde op 1 januari 2022 1.209 inwoners.

## Geografie
De oppervlakte van Marciac bedroeg op 1 januari 2022 20,6 vierkante kilometer; de bevolkingsdichtheid was toen 58,7 inwoners per km².

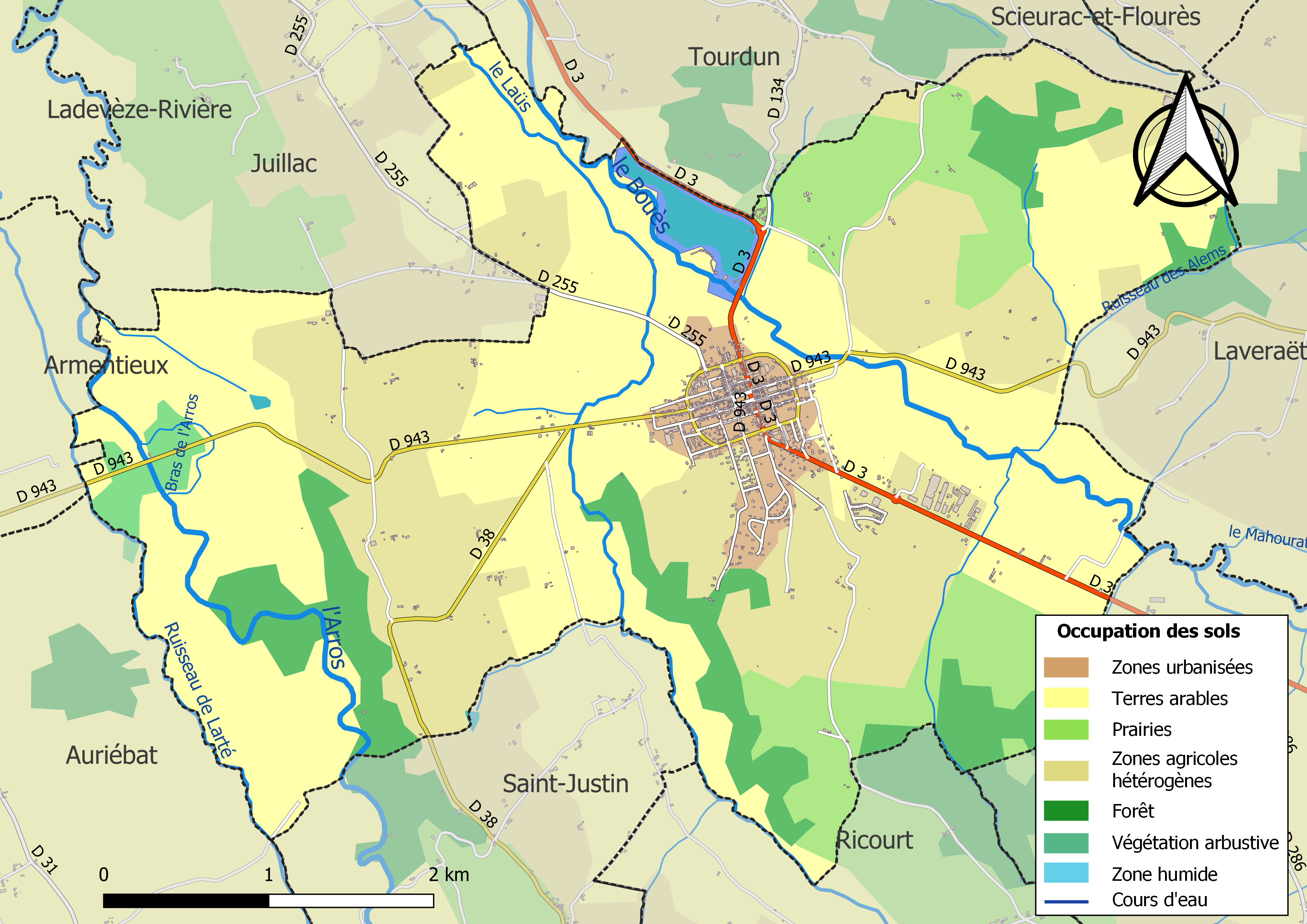
Kaart van de gemeente met belangrijkste infrastructuur, bodemgebruik en omliggende gemeenten

## Demografie
Onderstaande figuur toont het verloop van het inwonertal (bron: INSEE-tellingen).